# Calea semirii
Calea semirii là một loài thực vật có hoa trong họ Cúc. Loài này được Pruski & D.J.N.Hind mô tả khoa học đầu tiên năm 1998.